# Phare d'Ellesmere Port
Le phare d'Ellesmere Port est un ancien phare situé à Ellesmere Port, dans le comté du Cheshire en Angleterre.
Il est maintenant protégé en tant que monument classé du Royaume-Uni de Grade II depuis 1971.

## Histoire
Cette station a été construite en 1880. C'est une tour octogonale en brique de 11 m de haut, surmontée d'une lanterne noire, attenante à une maison d'un étage. Le phare a été érigé à la jonction du canal maritime de Manchester et du canal d'Ellesmere, embranchement de l'actuel Shropshire Union Canal (en). Il est désaffecté depuis 1894.
La station a été intégrée par la British Waterways Trust dans le cadre d'un grand complexe d'un musée des voies navigables britanniques (National Waterways Museum (en)). L'accès au phare lui-même n'est pas autorisé, mais il y est visible depuis le musée, qui est ouvert quotidiennement sauf de Noël jusqu'au 2 janvier.
Identifiant : ARLHS : ENG-278 .
|                                            |
| Le phare avec le National Waterways Museum |

|          |
| Le phare |

### Lien connexe
- Liste des phares en Angleterre